# Calonarius flavomirus
Espèce
Calonarius flavomirus, de son nom vernaculaire cortinaire jaune merveilleux, est une espèce de champignons basidiomycètes de l'ordre des Agaricales famille des Cortinariaceae. Il est découvert en 2006 par le mycologue Jacques Guinberteau et son épouse dans la forêt de Boscodon, dans les Hautes-Alpes et son statut d'espèce à part entière est reconnu en 2022.